# 하마베 미나미
하마베 미나미(浜辺 美波, 2000년 8월 29일~)는 일본의 여배우이다. 애칭은 베양(ベーやん), 미짱(みーちゃん) 등이 있다. 이시카와현 출신으로, 호리코시 고등학교 졸업하였으며, 도호 예능 소속이다. 신장은 157cm, 혈액형은 B형이다.

## 약력
2011년, 제7회 〈도호 신데렐라 오디션〉에 응모해, 뉴 제너레이션상을 수상하며 연예계 진출하였다. 도호 예능의 신데렐라 룸 소속이 된다. 동년 공개의 영화 《하늘색 이야기 〈아리와 연애 편지〉》에서 주연으로 여배우 데뷔했다.
2015년 5월 25일 1st 사진집 〈순간〉을 발매. 같은 해 9월 21일 방송 된 스페셜 드라마 《그날 본 꽃의 이름을 우리는 아직 모른다》의 혼마 메이코 역을 연기해 주목 받았다. 중학교 시절까지는 이시카와에서 도쿄까지 주말마다 오가면서 활동하였지만, 2016년 봄 고교 진학에 맞춰 도쿄에 상경했다.
2016년, 고바야시 리츠의 인기 마작 만화 〈사키 -Saki-〉 실사 드라마화 작품에서 연속 드라마 첫 주연 미야나가 사키 역을 맡아 드라마 첫 주연을 완수했다.(2017년 2월에 극장판이 공개)
2017년, 스미노 요루의 베스트셀러 소설 《너의 췌장을 먹고 싶어》의 실사 영화에서 주인공 야마우치 사쿠라 역을 연기해 화제를 모았다(공개는 7월. 최종 흥행 수입이 35억엔을 넘는 대히트 작품이 되었다.) 이 작품으로 제42회 호치 영화상 신인상, 제30회 닛칸 스포츠 영화 대상 신인상,, 제41회 일본 아카데미상 신인 배우상을 수상했다.
2018년 1월, 카와모토 호무라의 만화를 원작으로 하는 《카케구루이》의 드라마판으로 주인공·쟈바미 유미코 역을 맡았다. 같은 해 4월 1일 자신의 트위터 공식 계정을 개설 한다. 7월 2일에는 공식 사이트 〈하마베 미나미 OFFICIAL SITE〉를 개설하였고, 같은 해 10월, 라디오 첫 레귤러가 되는 닛폰 방송 《하마베 미나미 자정의 신데렐라》가 방송 시작되었다. 동년 12월 고교 졸업 후 대학 진학을 하지 않고 여배우에 전념할 의향을 표명했다.
2019년 2월, 호리코시 고등학교를 졸업. 같은 해 5월, 주연을 맡은 《카케구루이》의 극장판이 공개되었다.
2020년 8월에는 《우리들은 미쳤다》에서 요코하마 류세이와 공동 주연을 맡았다.
2021년 2월, 제45회 엘란도르상 신인상을 수상했다. 동년 8월 29일에는 스무살을 기념한 사진집 〈20〉를 10월 27일에 발매한다고 발표했다.

## 인물
- 목표로 하는 배우에 타카시마 마사히로·타카시마 마사노부 형제들[27]과 동경의 여배우로서는 츠카사 요코를 말하고 있다.[28]

- 2019년 봄의 인터뷰에서 “내게 배우는 인생을 걸만한 직업이라고 생각하기 때문에 계속 이어 나가고 싶다. 새로운 세계에 뛰어 드는 두려움과 불안에 관해서는 2016년에 상경했을 때 쪽이 강했다.”[29] “(고등학교를 졸업하고 배우에 전념하기 때문에) 어쨌든 여배우를 계속해 나가는 것이 자신에게 솔직 더 감수성으로 다양한 영향을 받으면서 역에 다가 붙을 수 있는 (배우가 되고 싶다 생각합니다.)[30] (사람에게 자랑할 것이 있는 사람이) 부럽다든가, 그런 열등감이 (활동) 원동력이 되고 있다고 생각합니다.”[31]라고 말하고 있다. 또한 《카케구루이》에서 주연을 맡은 것으로, 특히 성격면에서 〈재미〉있는 표정을 낼 수 있게 되고, 다른 작품의 현장에서도 〈밝아졌다〉라고 일컬어지게 되었다고 언급하고 있다.[32]

### 인물적 특징에 대해
- 〈예명 같은 본명〉을 가진 연예인 중 한 명으로 꼽힌다.[33] 본인은 이름에 대해 2018년 10월의 이벤트에서 “좀처럼 바다 같은 여름 같은 이름입니다” “본명을 하거나 예명할지의 선택이 있었습니다만, 아버지가 지어준 이름 그리고, 정말 스스로도 마음 때문에 〈꼭 이대로〉하고 싶었고 〈지금도 정말 좋아합니다〉”라고 말하고 있다.[1]

- 〈미나미〉의 이름은 아다치 미츠루의 인기 만화 《터치》의 여주인공 아사쿠라 미나미에서 유래했다.[34]

- 자신이 추천하는 애칭으로는 〈베양(ベーやん)〉이다.[4]

- 이름의 발음은 〈하마베 ↑〉가 아니라 〈하마베 ↓〉.[28]

- 〈도호 신데렐라 오디션〉 응모 당시의 지망은 여배우가 아닌 치과 의사였다.[12] 어렸을 때는 〈태양의 서커스〉도 동경하고 있었다고 한다.[35].

- 자신의 성격에 대해 2019년 봄의 인터뷰에서 “결정은 빠르지만 일단 결정해 버리면 좀처럼 양보하지 않기 때문에, 완고한 성격이라고 생각합니다”라고 말하고 있다.[29] 〈천연 캐릭터〉의 일면도 있어,[36] 2019년 5월 공개의 영화 《극장판 카케구루이》의 개봉 첫날 무대 인사에 등단시에 예정되어 있던 통로와는 다른 위치를 무심코 걸어 버린 것이 화제 되었다.[37][38]

- 본인 왈, 자신의 매력 포인트는 〈얼굴에 별로 특징이 없는 것〉이라고 한다.[39] 또한 매번 〈투명감의 소유자〉라고 평가하고 있다.[40][41]

- 취미는 독서.[42] 미야베 미유키의 미스터리 소설이나 히가시노 게이고의 작품, 해리 포터, 소년 만화, 순정 만화 (〈새벽의 연화〉 등)을 잘 읽고 있다.[43] 주연 영화 《사키-Saki-》 공개시 (2017년)에 지금 빠져있는 만화 & 애니메이션 5 선으로 〈새벽의 연화〉, 〈마기〉, 〈아인〉, 〈유리 !!! on ICE〉, 〈스타 뮤〉를 꼽았다.[44]

- 연예계에서 사이가 좋은 사람으로는 하시모토 칸나, 이케다 에라이자,[45] 카와에이 리나,[46] 오오토모 카렌[47] 등을 꼽고 있다. 또한 유튜버 콤비 빠빠라삐즈의 진진, 타나카가와도 사이가 좋다.[48]

- 운동이 큰 골칫거리였지만, 영화 《아인》에서 공연 한 카와에이 리나 등의 액션에 자극을 받아 운동 습관을 들이고 있다.[28] 또한 카와에이와는 영화 《철벽선생》 주제가를 노래한 트와이스와 댄스 콜라보레이션을 기획도 함께 춤추고 있지만 “춤은 진짜 애교라 하는 느낌” “노력은 10를 주고 싶은데, 아마 3, 4 정도” “얼굴이 귀여우니까 OK라는 느낌”이라고 엄격한 평가를 하고 있다.[49]

- 고향 이시카와현 주최의 경필 서예 특선 수상 경력이 있다.[42] 중학교 시절 클럽 활동에서 플룻를 담당하고 있으며, 현재 공식 프로필 란에서도 특기로 플룻를 들고 있다.[50]

- 고향의 좋아하는 향토 요리는 〈대구 알 조림〉이다.[51] 또한 가나자와에서 좋아하는 장소는 가나자와 21세기 미술관을 꼽고 있다.[35]

- SNS에 약하고, 2016년 3월에 개설한 블로그를 2년 이상 업데이트하지 않은 상태였다. 따라서 2018년 4월에 개설 한 트위터의 공식 계정은 관리자와의 공동 관리하고 있다.[18][19] 같은 해 6월에는 자신과 관리자가 공동 관리하는 인스타그램 공식 계정을 개설했다.[52][53]

- 동생의 영향으로 〈가면라이더 시리즈〉를 좋아하며, 좋아하는 라이더는 가면 라이더 마법사다.

- 2021년 2월, 처음으로 꽃가루 알레르기가 발병했다.[54]

## 출연 작품
역할의 굵은 글씨는 주연작품

### 영화
| 개봉일자             | 제목                                          | 역할                        | 배급사                       | 비고                                             |
| -------------------- | --------------------------------------------- | --------------------------- | ---------------------------- | ------------------------------------------------ |
| 2011년 11월 29일     | 하늘색 이야기 〈아리와 연애 편지〉            | 후미카                      | 도호                         | 데뷔작, 제7회 도호 신데렐라 주연작 옴니버스 영화 |
| 2012년 2월 11일      | 역전재판                                      | 아야사토 치히로 (어린 시절) | 도호                         |                                                  |
| 2014년 3월 8일       | 세타가야 구, 39번가                           | 미오                        | 젊은 영화 작가 육성 프로젝트 |                                                  |
| 2015년 4월 1일       | 에이프릴 풀즈                                 | 에토 리카                   | 도호                         |                                                  |
| 2017년 2월 3일       | 극장판 사키-Saki-                             | 미야나가 사키               | 프레시디오                   |                                                  |
| 2017년 7월 28일      | 너의 췌장을 먹고 싶어                         | 야마우치 사쿠라             | 도호                         |                                                  |
| 2017년 9월 3일       | 아인                                          | 케이 미치코                 | 도호                         |                                                  |
| 2018년 1월 20일      | 극장판 사키 -Saki- 아치가편 episode of side-A | 미야나가 테루               | 프레시디오                   |                                                  |
| 2018년 4월 27일      | 옆자리 괴물군                                 | 오오시마 치즈루             | 도호                         |                                                  |
| 2018년 8월 1일       | 철벽선생                                      | 사마루 아유하               | 도호                         |                                                  |
| 2019년 5월 3일       | 극장판 카케구루이                             | 쟈바미 유메코               | 가가                         |                                                  |
| 2019년 7월 26일      | 아르키메데스의 대전                           | 오자키 쿄코 (히로인)        | 도호                         |                                                  |
| 2019년 12월 3일      | 시인장의 살인                                 | 겐자키 히루코 (히로인)      | 도호                         |                                                  |
| 2020년 9월 25일      | 영상연에는 손대지 마!                         | 하루코                      | 도호                         |                                                  |
| 2020년 8월 14일      | 사랑하고 사랑받고, 차고 치이고                | 야마모토 아카리             | 도호                         | [ 55 ] [ 56 ]                                    |
| 2020년 12월 18일     | 약속의 네버랜드                               | 엠마                        | 도호                         | [ 57 ]                                           |
| 2021년 6월 1일       | 극장판 카케구루이2: 절체절명의 러시안 룰렛    | 쟈바이 유메코               | GAGA                         |                                                  |
| 2022년 4월 1일       | 이윽고 바다에 닿다                            | 우기 스미레 (히로인)        | 비터즈 엔드                  |                                                  |
| 2023년 3월 18일      | 신 가면라이더                                 | 미도리카와 루리코 (히로인)  | 도에이                       | [ 58 ]                                           |
| 2023년 11월 3일      | 고지라-1.0                                    | 오이시 노리코 (히로인)      | 도호                         |                                                  |
| 2024년 1월 26일      | 사일런트 러브                                 | 미나츠 (히로인)             | 가가                         |                                                  |
| 2024년 7월 26일      | 만약 도쿠가와 이에야스가 총리 대신이 되면     | 니시무라 리사               | 도호                         |                                                  |
| 2024년 11월 22일     | 여섯 명의 거짓말쟁이 대학생                   | 시마 이오리                 | 도호                         |                                                  |
| 2025년 1월 24일      | 언더 닌자                                     | 노구치 아야카 (히로인)      | 도호                         |                                                  |
| 2026년 2월 공개 예정 | 머지않아 이별입니다                           | 시미즈 미소라               |                              |                                                  |

### 텔레비전 드라마
| 방송일자                    | 제목                                                          | 역할                        | 방송사            | 비고      |
| --------------------------- | ------------------------------------------------------------- | --------------------------- | ----------------- | --------- |
| 2012년 3월 31일             | 자동차의 두 사람~TOKYO DRIVE STORIES 특별편 〈해후 시간〉     | 오쿠무라 히토미             | TwellV            | 단편      |
| 2012년 7월 2일 ~ 9월 17일   | 나니와 소년 탐정단                                            | 아사쿠라 나나               | TBS               |           |
| 2013년 4월 5일              | 여자 노부나가 제1밤                                           | 오이치 (어린 시절)          | 후지 TV           | 단편      |
| 2014년 1월 8일 ~ 3월 19일   | 내가 있었던 시간                                              | 쿠와시마 스미레             | 후지 TV           |           |
| 2014년 12월 6일             | 마츠모토 세이쵸~언덕길의 집                                   | 스기타 리에코 (중학생 시절) | TV 아사히         | 단편      |
| 2015년 4월 20일 ~ 4월 22일  | 연속 TV 소설 〈마레〉 제19화~제21화                           | 오케사쿠 아사미             | NHK 종합          |           |
| 2015년 9월 21일             | 그날 본 꽃의 이름을 우리는 아직 모른다                        | 혼마 메이코 (멘마)          | 후지 TV           | 단편      |
| 2015년 10월 7일 ~ 12월 16일 | 무통~진찰하는 눈~                                             | 미나미 사토미               | 후지 TV           |           |
| 2016년 9월 25일             | 필살사업인 2016                                               | 오키누                      | TV 아사히         | 단편      |
| 2016년 12월 5일 ~ 26일      | 사키-Saki-                                                    | 미야나가 사키               | MBS               |           |
| 2017년 1월 8일              | 사키-Saki- 특별편                                             | 미야나가 사키               | MBS               | 단편      |
| 2017년 1월 28일             | 슈퍼 샐러리맨 사에나이씨 제3화                                | 마나카 아리사               | NTV               |           |
| 2017년 4월 29일             | 기묘한 이야기 2017 봄 특별판 〈끝말잇기 가족〉                | 무라카미 유나               | 후지 TV           | 단편      |
| 2018년 1월 8일              | 사키-Saki- 아치가편 episode of side-A 특별편                  | 미야나가 사키               | MBS               | 단편      |
| 2018년 1월 15일 ~ 3월 19일  | 카케구루이 시즌 1                                             | 쟈바미 유메코               | MBS               |           |
| 2018년 3월 17일             | 보캐브 라이더 드라마 SP 〈선택받은 자〉                       | 하마베 미나미               | NHK E 텔레        | 단편      |
| 2018년 4월 15일 ~ 6월 17일  | 벼랑 끝 호텔!                                                 | 호우라이 하루               | NTV               |           |
| 2018년 12월 2일             | 오늘부터 우리는!! 제8화                                       | 난요 고등학교 1학년         | NTV               | 특별 출연 |
| 2019년 3월 25일             | 오오쿠 마지막 장                                              | 타케히메                    | 후지 TV           | 단편      |
| 2019년 3월 31일 ~ 4월 29일  | 카케구루이 시즌 2                                             | 쟈바미 유메코               | MBS               |           |
| 2019년 6월 8일              | 기묘한 이야기 〈무 사무라이〉                                 | 다치카와 마사키             | 후지 TV           | 단편      |
| 2019년 8월 13일 ~ 15일      | 퓨어!~1일 아이돌 서장의 사건부~                               | 쿠로바라 준코               | NHK 종합          |           |
| 2020년 2월 1일 ~ 3월 14일   | 알리바이를 깨드립니다                                         | 미타니 토키노               | TV 아사히         |           |
| 2020년 8월 12일 ~ 9월 30일  | 우리들은 미쳤다                                               | 하나오카 나오               | NTV               |           |
| 2020년 10월 9일 ~ 11월 20일 | 탈리오 복수 대행의 두 사람                                    | 시라사와 마미               | NHK 종합·BS4K     |           |
| 2021년 1월 13일 ~ 3월 17일  | 우리 딸은, 남자친구가 생기지 않아!!                           | 미나세 소라                 | NTV               |           |
| 2021년 8월 21일             | 24시간 TV 44 드라마 스페셜 〈학생들이 인생을 바로 잡을 학교〉 | 오카베 카오루코 (히로인)    | NTV               | 단편      |
| 2022년 1월 17일 ~ 3월 21일  | 닥터 화이트                                                   | 유키무라 하쿠야             | 칸사이 TV·후지 TV |           |
| 2022년 3월 28일             | 닥터 화이트 특별편                                            | 유키무라 하쿠야             | 칸사이 TV·후지 TV | 단편      |
| 2022년 9월 20일 ~ 10월 4일  | 올리버 개, (어이쿠!!) 요 녀석 시즌2                           | 후키에다 아야메             | NHK 종합          |           |
| 2023년 4월 19일 ~ 9월 29일  | 연속 TV 소설 〈란만〉                                         | 니시무라/마키노 스에코      | NHK 종합          |           |
| 2024년 4월 6일              | 알리바이를 깨드립니다 스페셜                                  | 미타니 토키노               | TV 아사히         | 단편      |
| 2026년 <예정>               | 대하드라마 〈도요토미 형제!〉                                 | 고다이인                    | NHK 종합          |           |

### 애니메이션
| 개봉/방송일자    | 제목                                                        | 역할                                      | 배급사/방송사 | 비고                       |
| ---------------- | ----------------------------------------------------------- | ----------------------------------------- | ------------- | -------------------------- |
| 2016년 7월 16일  | ONE PIECE~하트 오브 골드~                                   | 미스키나 오르가                           | 후지 TV       | TV 애니메이션              |
| 2016년 12월 17일 | 극장판 요괴워치 하늘을 나는 고래와 더블세계의 대모험이다냥! | 카나미 (실사 파트 / 애니메이션 파트 더빙) | 도호          | 극장판 애니메이션          |
| 2019년 9월 20일  | HELLO WORLD                                                 | 이치교 루리 (히로인)                      | 도호          | 극장판 애니메이션          |
| 2020년 9월 18일  | 사랑하고 사랑받고, 차고 치이고                              | 여학생 치요                               | 도호          | 극장판 애니메이션          |
| 2021년 4월 16일  | 명탐정 코난: 비색의 탄환                                    | 이시오카 에리                             | 도호          | 극장판 애니메이션          |
| 2023년 3월 18일  | 크레용 신짱                                                 | 미도리카와 루리코                         | TV 아사히     | TV 애니메이션, 게스트 출연 |

### 무대
| 공연일자        | 제목                                                             | 역할   | 공연장소                | 비고   |
| --------------- | ---------------------------------------------------------------- | ------ | ----------------------- | ------ |
| 2016년 8월 27일 | 가계~젊은 사람들을 위한 음악시 〈앙상블 프리 EAST 제6회 연주회〉 | 이야기 | 코가네이 미야지 악기 홀 | [ 63 ] |

### WEB·전달 드라마
- 노토의 신부, 그리고 (2012년 7월 6일 ~ 전 4화, 노토의 꽃 신부 PROJECT) - 미나미 역
- 벼랑 끝 호텔!~오늘 고객은 우카이 나오야 님~ (2018년 6월 17일, Hulu) -호우라이 하루 역
- 알리바이를 깨드립니다 특별편 보석상 형사와 할아버지의 알리바이 (2020년 3월 7일, Abema TV) - 미타니 토키 (중학생 시절) 역
- 카케구루이 (2021년 3월 26일, Amazon 프라임 비디오) - 쟈바이 유메코 역

### WEB·전달 영화
- 「TikTok TOHO Film Festival 2021」 그랑프리 수상자 작품 「여름, 두 사람」- 히카리 역

### 게임
- SD 신 가면라이더 난무 (2023년 3월 23일, 반다이 남코 엔터테인먼트) - 미도리카와 루리코 역

## 그 외 출연

### 뉴스·교육 프로그램
- 보캬부 라이더 on TV (2017년 7월 3일 ~ 2020년 3월, NHK E 텔레) - 보캬부 라이더-Minami (녹색) 역[64]
- NNN 문서 '17 〈플러스 4 °C의 세계 온난화의 끝 ... 우리의 미래〉 (2017년 11월 6일, NTV[주 11]) - 내레이터[65][66]
- 보도 스테이션 〈테라세! 일본〉→ 〈테라세! 2020〉[주 12] (2018년 5월 10일 ~ , TV 아사히) - 내레이션[주 13][67]
- RADWIMPS 18 축제 (2018년 10월 8일, NHK) - 내레이션
- 이야기의 나라 〈하마베 미나미 × 『헨젤과 그레텔』(그림 동화)〉 (2020년 3월 2일, NHK E 텔레) - 낭독[68]
- 영화 약속의 네버랜드 공개 기념 〈진실의 네버랜드〉 (2020년 12월 28일, 후지 TV)
- 다큐멘터리 〈신 가면라이더~히어로 액션 도전의 무대 뒤~〉 (2023년 3월 31일, NHK BS 프리미엄)

### 버라이어티
- 통쾌 TV 스칵 재팬 (후지 TV)
  - 제15회 〈Short (스) cut !!!〉 (2015년 4월 6일)
  - 제30회 〈안타까운 고교 데뷔〉 (2015년 9월 28일) - 하세가와 미호 역
  - 스튜디오 게스트 (2019년 12월 16일)
- 츠루베 가족에게 건배 (2019년 7월 8일, NHK 종합)
- 혼마 뎃카!? TV (2019년 8월 30일, 후지 TV)
- 행렬이 생기는 법률 상담소 3시간 SP (2019년 11월 3일, NTV)
- 제74회 NHK 홍백가합전 (2023년 12월 31일, NHK 종합) - 사회 (아리요시 히로유키, 하시모토 칸나, 타카세 코조 아나운서와 담당)
- 24시간 TV 48 -사랑은 지구를 구한다- (2025년 8월 30일·31일 <예정>, NTV) - 자선 파트너

### 라디오
- 키요스미 고교 마작부 올 나이트 닛폰 R~ 영화 〈사키 -Saki-〉 스페셜~ (2017년 2월 3일, 닛폰 방송)[주 14]
- 보카부 라이더 on Radio (2017년 7월 3일, NHK 라디오 제2방송) - 보조
- 하마베 미나미 자정의 신데렐라 (2018년 10월 2일 ~ 2019년 12월 31일, 닛폰 방송) - 퍼스널리티[23]
- 하마베 미나미의 GIRLS LOCKS! (SCHOOL OF LOCK! 內) (2020년 8월 10일 ~ 13일, TOKYO FM)
- 하마베 미나미의 올 나이트 닛폰 (2021년 1월 2일 (1일 자정), 닛폰 방송) - 퍼스널리티[69]

### MV
- 쿠로누마 히데유키 〈파라다이스 (パラダイス)〉 (2013년 11월 20일)[70]
- GLAY 〈하늘이 파란 하늘로 있기 위해서 (空が青空であるために)〉 (2016년 1월 25일)[71]
- Aimer[주 15]
  - 〈꽃의 노래 (花の唄)〉 (2017년 10월 11일)[72]
  - 〈I beg you〉 (2019년 1월 5일)[73]
  - 〈봄은 간다 (春はゆく)〉 (2020년 2월 1일)[74]
- 영화 철벽선생 × TWICE 〈I WANT YOU BACK〉 (2018년 6월 26일)[75]

### 광고(CM)
- 하우스식품 (2011년 6월 ~ ) - 상품 이미지 모델
  - 버몬트 카레 (2011년 6월 ~ 2013년 6월) - 아이 역[주 16]
- JR 서일본 (2014년 1월 ~ ) - 상품 이미지 모델
  - 헤세이 25년도 〈매너란, 배려.〉 시리즈
- 네스크 (2014년 8월 ~ )
- BlazeGames - 상품 이미지 모델
  - 리틀 노아 (2015년 11월 ~ )
- 미쓰이 부동산 상업 경영 〈라라 포트〉 (2017년 4월 ~ 2019년 12월)
  - 모녀 시리즈 - 딸 역 ※어머니 역의 기무라 요시노와 공동 출연
- 닛신 식품 〈컵 누들〉 HUNGRY DAYS 시리즈 (2017년 6월)
  - 〈HUNGRY DAYS 마녀 배달부 키키〉 편 - 17세가 된 키키 역 (목소리 출연)[주 17]
- 에이팀 〈발키리 커넥트〉 (2017년 10월 ~ ) - 상품 이미지 모델
- 콘택트렌즈 〈메니콘〉 - 기업 이미지 모델
  - SMART TOUCH (2017년 12월 ~ 2019년 12월)
  - MeniconMiru (2018년 3월 ~ )
  - Four Seasons (2018년 10월 ~ )
  - Magic (2023년 7월 ~ )
- 아지노모토 〈Cook Do〉 (2018년 2월 ~ 2020년) - 상품 이미지 모델 ※타케우치 료마와 남매 역으로 공동 출연
- JA 공제 - 기업 이미지 모델 · 상품 이미지 모델
  - 3Q방문 활동 Web한정 CM 「하마베 미나미로부터 계약자의 여러분에의 안내」편 (2018년 3월 ~ )
  - 생활 장애 공제 〈일하는 나의 사사 에일〉 (2018년도) ※사토 지로와 공동 출연 (2018년 4월 ~ 2019년 3월)
  - 생활 장애 공제 〈일하는 나의 사사 에일〉 (2019년도) ※아리무라 카스미와 공동 출연 (2019년 4월 ~ 2019년 3월)
  - 자동차 공제 〈쿨 마스터〉 (2018년 4월 ~ ) ※사토 지로, 나나세 코우와 공동 출연
  - 특정 심각한 질병 공제 〈친숙한 리스크 소나 에일〉(2020년 3월) - WEB 동영상
- 호카쿠 신문
  - 친구 소개 캠페인 「하마베 미나미」편(2018년 4월 ~ )
- 롯데
  - 가나 밀크 초콜릿 (2018년 4월 ~ ) - 상품 이미지 모델 ※야마다 안나, 쿠마다 린카와 공동 출연, 2020년부터는 요시자와 료와 공동 출연
  - 그린껌 (2021년 4월) - 이미지 캐릭터
  - ACUO (2023년 6월 ~ )
- 퍼솔 커리어 〈an〉 - 상품 이미지 모델
  - 「바이트 데뷔는 『an』이 안잖아! 하마메 미나미・팝 팀 에픽」편 (2018년 4월) -  만화·애니메이션의 「팝팀에픽」의 팝코, 피피미와 공동 출연
  - 「바이트 데뷔는 『an』이 안잖아! 도모-, an걸스입니다」편 (2018년 10월) - 게닌듀오 언걸즈와 공동 출연
- LINE MUSIC (2018년 4월 ~ )
- NTT 도코모 (2018년 9월 ~ ) - 기업 이미지 모델 · 상품 이미지 모델
  - 기업 CM 〈호시프로〉 시리즈 - 몬제 우로우 역 ※호시노 겐, 아라타 마켄유, 하세가와 히로키와 공동 출연
  - 기업 CM 〈호시프로〉 시리즈 특별편 「칸나와 미나미」- 미나미 역 ※하시모토 칸나와의 공동 출연 (2020년 12월 ~ )
  - 기업 CM 〈선생님〉 시리즈 (2020년 10월 ~ )
  - d북 (2020년 12월 ~ )
  - d카드 (2020년 ~ )
  - 도코모 포이가쓰 플랜 「포이에 사랑해」편 (2024년 3월 ~ )
- 카오 〈비오레〉 - 상품 이미지 모델
  - 뽀송뽀송 파우더 시트 (2019년 3월 ~ )
  - 냉각 시트 (2019년 3월 ~ )
  - 냉각 타월 (2020년 3월 ~ )
  - 비오레 냉각 핸디 미스트 (2023년 6월)
  - 비오레zero 시트 (2024년 4월)
- 교토 기모노 유젠 (2019년 7월 ~ 2023년 6월) - 6대째 기업 이미지 모델
- 시세이도 - 상품 이미지 모델
  - 마죠리카 마죠르카 (2019년 8월 ~ 2021년)
  - 엘릭시르(ELIXIR) REFLET (2022년 3월)
- JR 동일본 〈JR SKISKI〉 (2019년 12월 ~ 2020년) - 상품 이미지 모델 ※오카다 타케시와 공동 출연
- 도야마 신문 〈친구 소개 캠페인〉 (2020년 4월)
- 스퀘어 에닉스 〈FINAL FANTASY VII THE FIRST SOLDIER〉 (2021년 11월)
- 일본 코카콜라
  - 이로하스 천연수 (2022년 12월 ~ ) ※아베 히로시, 센토치히로 칫치와 공동 출연
  - 조지아 (2024년 4월 ~ ) ※무카이 오사무, 카와무라 유키와 공동 출연
- 리크루트 스태핑 〈캐리어 윙크〉 (2024년 3월 ~ )
- 동일본여객철도 기업 광고 〈미래에서 온 딸·TAKANAWA GATEWAY CITY〉편 (2024년 2월)
- 피자헛 (2024년 4월 ~ ) ※야마자키 켄토와 공동 출연

### 기타 경력
- 목장갑 포스터 (2014년 나가노현 초등학교 전역) 지면 광고
- 네츠 도요타 나고야 〈오구리즈무〉 저서 해외판 PV (2014년)
- 네츠 도요타 나고야 (2015년 ~ ) - web CM 이미지 캐릭터
- 산토리 식품 인터내셔널 니치레이 아세로라 (2015년) - web 광고 이미지 캐릭터
- 카바야 식품 퓨어럴구미 (2017년 6월 16일 ~ 9월 30일) - 캠페인 네비게이터 (주연 영화 《너의 췌장을 먹고 싶어》 장면)
- 이시카와현 경찰 〈경찰관 채용 모집〉 포스터 (2018년)
- 가나자와 마라톤 대회 앰버서더 (2017년·2018년)
- 중앙 노동 재해 방지 협회 : 전국 안전 주간 포스터 (2019년)
- 2021년 도쿄 도의회 의원 선거 : 투표율 향상을 위한 계몽 포스터

## 서적

### 사진집
- 하마베 미나미 (의) 〈Afterschool 코발트 데이지〉 (주식회사 갬비트, 2014년 1월 30일 발매) OCLC 890301380 / ISBN 4-907462-02-6, ISBN 978-4-907462-02-4 ※제7회 도호 신데렐라 사진집.
- 하마베 미나미 (저) 〈순간 - 하마베 미나미 사진〉 (와니북스, 2015년 5월 25일 발매) OCLC 910865827 / ISBN 4-8470-4755-9, ISBN 978-4-8470-4755-8
- 하마베 미나미 (저) 〈voyage - 하마베 미나미 사진〉 (KADOKAWA, 2017년 8월 29일 발매) OCLC 1004371648 / ISBN 4-04-895997-2, ISBN 978-4-04-895997-1
- 20 (코단샤, 2021년 10월 27일 발매)[26]

### 포토 에세이
- 하마베 미나미 〈멋대로 미나미〉 (닛케이 BP, 2019년 11월 12일 발매) OCLC 1127251167 / ISBN 4-296-10327-X, ISBN 978-4-296-10327-0 ※〈닛케이 엔터테인먼트!〉 연재의 단행본화.
- 하마베 미나미 〈꿈을 쫓은 일기〉 (호코쿠신문사, 2021년 3월 30일 발매) OCLC 1243509803 / ISBN 4833022303, ISBN 9784833022309 ※ 11세부터 19세까지 호코쿠신문사 발행의 〈호코쿠 어린이 신문〉에 연재한 〈하마베 미나미 반짝 통신〉를 단행본화.

### 캘린더
- 하마베 미나미 (의) 〈하마베 미나미 2016 캘린더 벽걸이 B2〉 (트라이 엑스, 2015년 9월 발매) ASIN B014PECHXE
- 하마베 미나미 (의) 〈하마베 미나미 2018 시즌 캘린더 북〉 (KADOKAWA <엔터 브레인 무크>, 2017년 9월 5일 발매) OCLC 1003287553 / ISBN 4-04-734858-9, ISBN 978-4-04-734858-5
- 하마베 미나미 (의) 〈하마베 미나미 2019 캘린더 북〉 (KADOKAWA <카도카와 엔터테인먼트 무크>, 2018년 8월 29일 발매) OCLC 1051234192 / ISBN 4-04-735239-X ISBN 978-4-04-735239-1
- 하마베 미나미 (의) 〈하마베 미나미 2020 캘린더 북〉 (KADOKAWA <카도카와 엔터테인먼트 무크>, 2019년 8월 29일 발매) OCLC 1117711898 / ISBN 4-04-735754-5, ISBN 978-4-04-735754-9
- 하마베 미나미 (의) 〈하마베 미나미 2021 캘린더 북〉 (KADOKAWA <카도카와 엔터테인먼트 무크>, 2021년 3월 2일 발매) OCLC 1117711898 / ISBN 4-04-735754-5, ISBN 978-4-04-735754-9
- 하마베 미나미 (의) 〈하마베 미나미 2021 캘린더 북 2022.04-2023.03〉 (KADOKAWA, 2022년 2월 10일. ISBN 4-04-897145-X, ISBN 978-4-04-897145-4.

### 잡지 연재
- 〈모두의 목소리로 묶인!〉 B.L.T.(BEAUTIFUL Lady & TELEVISION) (2011년 6월호, 도쿄 뉴스 통신사 / 2011년 4월 23일, ASIN B004W8DUNU) ※도호 신데렐라 〈Girls be ambicious!〉 연재.
- 〈하마베 미나미의 반짝 통신〉 (홋코쿠 신문 어린이 신문) (2012년 8월 11일 ~ 2019년 12월 15일, 홋코쿠 신문사) ※ 말기에는 매월 첫째·셋째 일요일 게재.
- 여중생을 위한 패션 잡지 〈키라피치〉 (2013년 2월호(vol.1 창간호) ~ 2014년 4월호(통산 제7호), 각켄 교육 출판) ※하마베는 레귤러 모델 (애칭: 키라모)을 맡고 있다. 2014년 졸업 OG에서 활동시기가 겹치는 다른 유명한 키라모에는 후쿠하라 하루카가 있다. 본지는 vol.4까지 부정기 간행했지만 2013년 12월호 (2013년 11월 15일 발매호) 이후는 홀수 매월 15일 발매의 격월간 잡지로 변화하고 있다.
  - 〈JS 유행 랭킹〉 〈키라피치〉 vol.1 2013년 2월호, 학연 교육 출판사 (현·학연 플러스) 2012년 12월 17일, ASIN B00AFYKAAG.
  - 〈신학기 스쿨 아이돌이 될꺼야!〉 〈키라피치〉 vol.2 2013년 5월호, 학연 교육 출판 (현·학연 플러스), 2013년 3월 21일, ASIN B00BJMAYKO
  - 〈사이코 ♪ 행복한 여름 방학 플라잉 겟트!〉 〈키라피치〉 vol.3 2013년 9월호, 학연 교육 출판사 (현·학연 플러스) 2013년 7월 16일, ASIN B00DL3ZJAE.
  - 가을 멋쟁이 엄청! 귀엽게 된다 ♡♥ 〈키라피치〉 vol.4 2013년 11월호, 학연 교육 출판사 (현·학연 플러스), 2013년 9월 17일, ASIN B00EQCRUWE.
  - 〈JS 뭐든지 랭킹〉 〈키라피치〉 2013년 12월호, 학연 교육 출판사 (현·학연 플러스) 2013년 11월 15일, ASIN B00GBB3PBS.
  - 〈초봄 매일 귀여운 대작전〉 〈키라피치〉 2014년 2월호, 학연 교육 출판사 (현·학연 플러스) 2014년 1월 15일, ASIN B00HEQRD62.
  - 〈봄 교체 코디로 세련된 여자 데뷔 ♡〉 〈키라피치〉 2014년 4월호, 학연 교육 출판사 (현·학연 플러스) 2014년 3월 15일, ASIN B00IO34JMU.
- 〈Catch a Wave!〉 〈월간 더 텔레비젼〉 2018년 5월호, KADOKAWA 2018년 3월 24일.
- 〈아키모토 야스시 프로듀스의 새로운 광맥〉 〈닛케이 엔터테인먼트!〉 2018년 7월호, 닛케이 BP, 2018년 6월 4일, ASIN B07CXGKZBR. 관련 기사 〈멋대로 미나미〉
- 〈마음의 창가〉 홋코쿠신문 조간 문화면 2020년 2월 3일~, 홋코쿠신문사. ※매월 제1주 월요일에 연재.

## 음반
참가 작품
| 발매일         | 상품명                                      | 노래                 | 악곡                           | 비고                                    |
| -------------- | ------------------------------------------- | -------------------- | ------------------------------ | --------------------------------------- |
| 2017년 2월 1일 | 〈너에게 왈츠 (きみにワルツ)／NO MORE CRY〉 | 키요스미 고교 마작부 | 〈너에게 왈츠 (きみにワルツ)〉 | TV 드라마 《사키 -Saki-》 오프닝 테마곡 |
| 2017년 2월 1일 | 〈너에게 왈츠 (きみにワルツ)／NO MORE CRY〉 | 키요스미 고교 마작부 | 〈NO MORE CRY〉                | TV 드라마 《사키 -Saki-》 엔딩 테마곡   |

## 수상 경력
| 연도   | 시상식                           | 부문                          | 작품                                           | 출처   |
| ------ | -------------------------------- | ----------------------------- | ---------------------------------------------- | ------ |
| 2011년 | 제7회 도호 신데렐라 오디션       | 뉴 제너레이션상               | 빈칸                                           | [ 9 ]  |
| 2015년 | 제2회 컨피던스 어워드            | 드라마 신인상                 | 무통~진찰하는 눈~                              | [ 77 ] |
| 2017년 | 제42회 호치 영화상               | 신인상                        | 너의 췌장을 먹고 싶어                          | [ 16 ] |
| 2017년 | 제30회 닛칸 스포츠 영화 대상     | 신인상                        | 너의 췌장을 먹고 싶어, 아인                    | [ 17 ] |
| 2017년 | 제41회 일본 아카데미상           | 신인 배우상                   | 너의 췌장을 먹고 싶어                          | [ 78 ] |
| 2017년 | 일본 인터넷 영화 대상            | 일본 영화 뉴페이스 브레이크상 | 극장판 사키-Saki-, 너의 췌장을 먹고 싶어, 아인 | [ 79 ] |
| 2018년 | 베스트 스마일 오브 더 이어 2018  | 여배우 부문                   | 빈칸                                           | [ 80 ] |
| 2019년 | 제30회 일본 보석 베스트 드레서상 | 10대 부문                     | 빈칸                                           | [ 81 ] |
| 2021년 | 제45회 엘란도르상                | 신인상                        | 빈칸                                           | [ 82 ] |
| 2021년 | VoCE 최고의 화장품 2021          | 가장 아름다운 사람            | 빈칸                                           |        |
| 2023년 | LINE NEWS AWARDS 2023            | 배우 부문                     | 빈칸                                           |        |
| 2023년 | 제36회 쇼가쿠칸 DIME 트렌드 대상 | 2023 화제의 인물상            | 빈칸                                           |        |
| 2023년 | 제66회 블루리본상                | 여우조연상                    | 신 가면라이더, 고지라-1.0                      |        |
| 2023년 | 제47회 일본 아카데미상           | 우수 여우주연상               | 고지라-1.0                                     |        |
| 2023년 | 제47회 일본 아카데미상           | 우수 여우조연상               | 신 가면라이더                                  |        |
| 2023년 | 제32회 하시다상                  | 신인상                        | 란만                                           |        |

### 내용주
1. ↑  도호 『신데렐라』오디션을 어머니에게 말해 허락을 받았다. 절대로 떨어질 일이 없다고 생각했기에 특기를 어필하지 않았지만 합격하였다.
2. ↑  상대역인 키타무라 타쿠미와는 「공동 주연」이다.
3. ↑  개봉일 기준은 일본에서의 개봉일이다.
4. ↑  키타무라 타쿠미와 공동 주연
5. ↑  타케우치 료마와 공동 주연
6. ↑  키타무라 타쿠미, 후쿠모토 리코, 아카소 에이지와 공동 주연
7. ↑  메구로 렌과 공동 주연
8. ↑  요코하마 류세이와 공동 주연
9. ↑  오카다 마사키와 공동 주연
10. ↑  개봉·방송일자 기준은 일본에서의 공개일이다.
11. ↑  TV 신슈 제작.
12. ↑  2019년 11월 8일부터 코너 제목이 변경되었다.
13. ↑  『보도 스테이션』의 코너. 2020년 도쿄 올림픽을 향해 일본을 비추어가는 선수들의 소개와 매력을 파헤쳐 간다.
14. ↑  아사카와 리나 (SUPER ☆ GiRLS), 히로타 마나카 (사립 에비스 중학교)와 공연.
15. ↑  출연한 세 편의 MV 모두 미키 타카히로 감독이 연출했다.
16. ↑  아이바 마사키와 공연. 성인 아이바 함께 카레라이스를 먹는 아이 한 명을 연기한다. 첫 방송 때의 나이는 약 10세 9개월.
17. ↑  다른 세계관 다른 시간 축에 있어서 명작 애니메이션의 등장 인물들이 일반 학생·학생으로 그려진 「HUNGRY DAYS」시리즈의 1편이라는 위치에서 애니메이션 영화 「마녀 배달부 키키」(1989년 공개)의 주인공 키키 (13세)가 17세의 일본의 여고생으로 등장하지만 미나미는 키키의 성우를 맡아 함께 17세가 된 동급생 잠자리 역의 성우 카지 유우키와 공연했다.
18. ↑   하마베 미나미, 아사카와 리나(SUPER ☆ GiRLS) 히로타 아야카(사립 에비스 중학교) 후루하타 세이카, 야마다 안나.

### 참조주
1. 1 2 3  “하마베 미나미 예명 같은 본명을 자랑 아버지가 명명자로 「지금도 마음에 듭니다」”. 《ORICON NEWS》. 오리콘. 2018년 10월 31일. 2019년 5월 16일에 확인함.
2. ↑  “하마베 미나미(浜辺美波)”. 《공식 웹사이트》. 도호 예능. 2019년 12월 19일에 확인함.
3. ↑  “PROFILE”. 《MINAMI HAMABE OFFICIAL SITE (하마베 미나미 공식 웹사이트)》. 도호 예능. 2018년 7월 3일에 원본 문서에서 보존된 문서. 2018년 7월 3일에 확인함.
4. 1 2  “하마베 미나미, 불러줬으면 싶은 애칭은 “베양”이지만 「좀처럼 침투하지 않는다」”. 《크랭크인!》 (할리우드 채널). 2020년 8월 11일. 2020년 8월 11일에 확인함.
5. ↑  “카미키 류노스케, 하마베 미나미의 “열심히 너무” 해프닝 밝힌다 「눈물이 되어…」”. 《E-TALENTBANK》. 2019년 11월 1일. 2020년 12월 10일에 확인함.
6. ↑  “대회 어드바이저 대회 앰버서더 (홍보대사)·공식 치어 리더”. 가나자와 마라톤 2017. 2018년 6월 9일에 확인함.
7. 1 2  “고등학교 졸업 하마베 미나미가 스승에게 인사 팬 감동 「어디까지 좋은 아이야」”. 《크랭크인!》. 할리우드 채널 주식회사. 2019년 3월 8일. 2019년 4월 6일에 확인함.
8. ↑  “영화 「사키 -Saki-」 미야나가 테루 역의 하마베 미나미 단독 인터뷰!”. Cinema Art Online (시네마 아트 온라인). 2017년 2월 2일. 2017년 2월 13일에 확인함.
9. 1 2  “7대째 도호 신데렐라에 사상 최연소인 초5·카미시라이시 모카 씨”. 《eltha》. 오리콘. 2011년 1월 9일. 2015년 9월 26일에 확인함.
10. ↑  “[하마베 미나미 인터뷰] 조용한 남자와 조용한 장소에서 데이트를 하고 싶습니다”. R25. 2016년 11월 25일. 2017년 4월 18일에 원본 문서에서 보존된 문서. 2016년 11월 26일에 확인함.
11. ↑  “하나베 미나미 찬사 잇단 「그날 본 꽃의 이름을 우리는 아직 모른다」에서 어려운 역할을 훌륭하게 연기해내다”. 라이브 도어 뉴스. 2015년 9월 22일. 2015년 9월 22일에 확인함.
12. 1 2  “하마베 미나미 마치 진짜 “신데렐라” 주연 「너의 췌장을 먹고 싶어」 28일 공개!”. 호치신문사. 2017년 7월 22일. 2017년 10월 8일에 원본 문서에서 보존된 문서. 2017년 7월 22일에 확인함.
13. ↑  “「사키 -Saki-」실사화 주연 하나베 미나미 외에 모든 캐스트 발표”. ORICON NEWS. 2016년 10월 27일. 2017년 1월 17일에 확인함.
14. ↑  “하마베 미나미 「동경이었다」 첫 주연에 대한 생각 이야기”. KADOKAWA 「Smart 더 텔레비전」. 2016년 11월 29일. 2016년 11월 29일에 확인함.
15. ↑  “하마베 미나미 × 키타무라 타쿠미 『키미스이』 흥행 수익 30억엔 돌파, 부산국제영화제에 출품이 결정”. 《영화 나탈리》. 주식회사 나타샤. 2017년 9월 11일. 2019년 5월 16일에 확인함.
16. 1 2  “[호치 영화상] 「키미스이」 하마베 미나미가 신인상 「『췌장의 아들?』이라고 목소리가 걸린다」”. 《스포츠호치》 (호치신문사). 2017년 11월 29일. 2017년 11월 30일에 원본 문서에서 보존된 문서. 2017년 11월 29일에 확인함.
17. 1 2  “하마베 미나미가 신인상 선배는 나가사와 마사미”. 《닛칸스포츠》 (닛칸스포츠신문사). 2017년 12월 5일. 2017년 12월 5일에 확인함.
18. 1 2  “하마베 미나미가 트위터를 개설 이전에는 SNS에 약한 고백”. 《크랭크인!》 (할리우드 채널). 2018년 4월 3일. 2018년 4월 3일에 확인함.
19. 1 2  하마베 미나미 [MINAMI373HAMABE] (2018년 4월 1일). “하마베 미나미입니다! Twitter를 시작으로 보려고 생각합니다. 매니저 씨와 둘의 체제에서 어느 때보다 정보를 전해지면 이라고 생각합니다! 그리고, 어제 「벼랑끝 호텔!」 촬영 중 Twitter를 시작한다고 공지한 후 일부러 모여 사진을 찍게 해주셨습니다 😭 감사합니다!  미나미...” (트윗). 2019년 7월 19일에 확인함.
20. ↑  “하마베 미나미 공식 사이트 오픈의 메시지 동영상이 도착”. 《더 텔레비젼》 (KADOKAWA). 2018년 6월 27일. 2018년 6월 30일에 확인함.
21. ↑  “하마베 미나미 : 공식 사이트 오픈 첫 공개 특별 화보도 공개”. 《MANTANWEB》 (주식회사MANTAN). 2018년 7월 2일. 2018년 7월 2일에 확인함.
22. ↑  MINAMI HAMABE OFFICIAL SITE - 공식 웹사이트
23. 1 2  “하마베 미나미가 최초의 라디오 프로그램 레귤러 진행 담당 「밤샘합시다!」”. 《영화 나탈리》. 주식회사 나타샤. 2018년 9월 28일. 2019년 7월 23일에 확인함.
24. 1 2  “「카케구루이」좌장·하마베 미나미, 무대 인사 해프닝의 이유는 『정말 사이가 좋아서...』”. 《영화 나탈리》. 주식회사 나타샤. 2019년 5월 3일. 2019년 5월 16일에 확인함.
25. ↑  “『영화 카케구루이』 첫날 무대 인사에 캐스트진이 “레이와”의 포부를 발표! 주연·하마베 미나미 씨는 「처음의 〇〇 」에 도전”. 《애니메이트 타임즈》. 애니메이트 연구소. 2019년 5월 5일. 2019년 5월 16일에 확인함.
26. 1 2  “하마베 미나미 자신의 첫 수영복 컷도 20세 기념 사진집 결정”. 《모델프레스》. 2021년 8월 29일. 2021년 8월 21일에 확인함.
27. ↑  “키미스이에서 주목받는 신인 여배우 하마베 미나미 「오늘도 퇴근길의 패밀리 레스토랑이 재미 ♪」”. 주부와 생활사. 2017년 9월 10일. 2017년 9월 11일에 확인함.
28. 1 2 3  “「키미스이」로 주목, 하마베 미나미가 말하는 여배우로 결의”. 《닛칸스포츠》. 2017년 9월 27일. 2017년 9월 27일에 확인함.
29. 1 2  “하마베 미나미, 배우라는 직업에 인생을 “걸다””. 닛칸 SPA!. 2019년 4월 26일. 2019년 5월 16일에 확인함.
30. ↑  “하마베 미나미가 보인 “카오게이”라고 불릴 정도의 열연 『미지의 영역에 갈 수 있었다』”. 여성자신PRIME. 2019년 4월 20일. 2019년 5월 16일에 확인함.
31. ↑  “하마베 미나미 : 원동력은 「열등감」「사람에게 자랑할 수 있는 것이 없었다」 「카케구루이」 2기에서도 흔들림 없는 나리키리만”. 만탄웹. 2019년 3월 30일. 2019년 5월 16일에 확인함.
32. ↑  “하마베 미나미 「밝아졌다.」라고 말하는 것과 같이 『카케구루이』가 그녀를 바꿨다”. 크랭크인!. 2019년 4월 28일. 2019년 5월 16일에 확인함.
33. ↑  “『너의 췌장을 먹고 싶다』하마베 미나미만이 아닌, 예명이 아닌 본명의 여배우들”. 《닛칸 타시슈》. 후타바사. 2018년 8월 19일. 2019년 5월 16일에 확인함.
34. ↑  “하마베 미나미 이름은 터치의 아사쿠라 미나미에서 어머니가...「미나미처럼 되었으면 이라고」”. 《데일리 스포츠 online》 (주식회사 데일리 스포츠). 2020년 2월 1일. 2020년 2월 1일에 확인함.
35. 1 2  “여배우 하마베 미나미 상대를 생각하는 기분 [전편] [MUSE]”. 《아에라 스타일 매거진》. 2018년 6월 26일. 2018년 7월 9일에 확인함.
36. ↑  “고교생 여배우·하마베 미나미 얼굴에 특징이 없다, 그래서 어떤 역에도 바뀔 수 있나”. 《Sponichi Annex》 (스포니치 신문사). 2018년 7월 9일. 2018년 7월 9일에 확인함.
37. ↑  “하마베 미나미 : 호감도의 표현? CM 출연이 잇따른 18년 ... 이제 10대 여배우의 탑!”. 《만타웹》. 주식회사MANTAN. 2018년 12월 23일. 2019년 5월 16일에 확인함.
38. ↑  “하마베 미나미 투명감 넘치는 하얀 각선미 샷을 선보여 팬 대흥에서 「가슴 본바바본」”. 《AbemaTIMES》. 2018년 7월 12일. 2019년 5월 16일에 확인함.[깨진 링크(과거 내용 찾기)]
39. ↑  “고교생 여배우·하마베 미나미 얼굴에 특징이 없다, 그래서 어떤 도움도 바뀔”. 《Sponichi Annex》 (스포니치 신문사). 2018년 7월 9일. 2018년 7월 9일에 확인함.
40. ↑  “하마베 미나미 : 호감도의 표현? CM 출연이 잇따른 18년...이제 10대 여배우의 맨!”. 《만탄웹》. 주식회사MANTAN. 2018년 12월 23일. 2019년 5월 16일에 확인함.
41. ↑  “하마베 미나미 투명감 넘치는 하얀 각선미 샷을 선보여 팬 대흥에서 「가슴이바바봉」”. 《AbemaTIMES》. 2018년 7월 12일. 2019년 5월 16일에 확인함.[깨진 링크(과거 내용 찾기)]
42. 1 2  “하마베 마나미 프로필”. 도호 예능. 2015년 11월 26일. 2017년 9월 13일에 원본 문서에서 보존된 문서. 2017년 10월 8일에 확인함.
43. ↑  “[하마베 미나미] “포스트 나가사와 마사미 하마베 미나미 실사판 「그날 본 꽃의 이름을 우리는 아직 모른다.」갈등”. 2015년 9월 3일. 2015년 9월 26일에 확인함.
44. ↑  “영화 「사키 -Saki-」: 주연 하마베 미나미가 지금 빠져있는 만화 & 애니메이션 5선”. Rolling Stone 일본판. 2017년 2월 13일. 2017년 2월 15일에 원본 문서에서 보존된 문서. 2017년 2월 15일에 확인함.
45. ↑  “하마베 미나미 사랑의 상담 상대는 하시모토 칸나&이케다 에라이자! 드라마 이상? 초호화 포진”. 《스포츠 데일리online》. 주식회사 스포츠 데일리. 2021년 8월 16일. 2021년 8월 19일에 확인함.
46. ↑  “「몹시 배가 불러…」 하마베 미나미, 임신 중의 카와에이 리나와 식사 에피소드 이야기”. 《E-TALENTBANK co.,ltd.》. 2019년 9월 6일. 2021년 8월 19일에 확인함.
47. ↑  “「빠키빠키한 역할에도 도전하고 싶다」 NEXT 브레이크 여배우 하마베 미나미 인터뷰”. 《WEB더 텔레비전》. 2017년 7월 21일. 2021년 8월 19일에 확인함.
48. ↑  “빠빠라삐즈, 마침내 “친구” 하마베 미나미와 협연 지금 가장 기세를 타는 YouTuber 콤비의 매력”. 《리얼 사운드》. 2020년 12월 18일. 2021년 8월 19일에 확인함.
49. ↑  “카와에이 리나, 하마베 미나미 춤 『애교』에 충격”. 《RBBTODAY》 (주식회사 이도). 2018년 7월 30일. 2018년 10월 12일에 확인함.
50. ↑  “하마베 미나미 「정착은 창고 구석」 2017년 도약 여배우의 뜻밖의 일면”. 《워커 플러스》 (KADOKAWA). 2017년 11월 24일. 2018년 8월 9일에 원본 문서에서 보존된 문서. 2018년 8월 9일에 확인함.
51. ↑  “키미스이 주연 하마메 미나미 「17세 햄버거 초밥에 도전합니다」 사진집 미수록 컷을 독점 공개!”. KADOKAWA. 2017년 9월 1일. 2017년 9월 1일에 원본 문서에서 보존된 문서. 2017년 9월 2일에 확인함.
52. ↑  “하마베 미나미, 인스타그램 시작 팬들의 환희의 목소리가 잇달아, 야모토 유마가 반응”. 《ORICON NEWS》 (oricon ME). 2020년 6월 12일. 2020년 6월 12일에 확인함.
53. ↑  하마베 미나미&STAFF(@minami_hamabe.official) (2020년 6월 12일). “시작했습니다”. 《Instagram》. 2021년 8월 21일에 확인함.
54. ↑  “하마베 미나미 “꽃가루 알레르기 데뷔”를 고백 「지금 마법을 사용할 수 있다면 꽃가루에 웁니다」”. 《크랭크인!》 (할리우드 채널). 2021년 2월 24일. 2021년 2월 24일에 확인함.
55. ↑  “하마베 미나미, 키타무라 타쿠미, 후쿠모토 리코, 아카소 에이지가 공연 「사랑하고, 사랑받고, 차고 차이고」 영화화”. 《영화 나탈리》. 주식회사 나타샤. 2019년 4월 23일. 2019년 4월 23일에 확인함.
56. ↑  “하마베 미나미 & 키타무라 타쿠미 “키미스이커플” 다시 이번에는 피가 이어지지 않은 남매  역”. 《데일리스포츠online》 (주식회사 데일리스포츠). 2019년 4월 23일. 2019년 4월 23일에 확인함.
57. ↑  “하마베 미나미 영화화 「약속의 네버 랜드」 주연 결정 「“원작 사랑”에서 방황 극복 연기할 수 있었다」”. 《스포츠호치》 (호치신문사). 2019년 9월 27일. 2019년 9월 27일에 확인함.
58. ↑  “신 가면라이더 : 이케마츠 소스케가 혼고 타케시의 가면라이더로 변신 하마베 미나미가 여주인공 미도리카와 루리코에 안노 히데아키 감독 작품”. 《MANTANWEB》 (MANTAN). 2021년 9월 30일. 2021년 9월 30일에 확인함.
59. ↑  “이토 토모히코 감독작 「HELLO WORLD」 특보 캐스트에 키타무라 타쿠미, 마츠자카 토리, 하마베 미나미”. 《코믹 나탈리》. 주식회사 나타샤. 2019년 4월 11일. 2019년 4월 11일에 확인함.
60. ↑  “애니메이션 「후리후라」 실사 캐스트 하마베 미나미, 키타무라 타쿠미, 후쿠모토 리코, 아카소 에이지가 목소리 출연”. 《코믹 나탈리》. 주식회사 나타샤. 2020년 8월 26일. 2020년 8월 26일에 확인함.
61. ↑  “극장판 「명탐정 코난」게스트 성우에 하마베 미나미 「즉시 엄마에게 전화했습니다」”. 《코믹 나탈리》. 주식회사 나타샤. 2020년 2월 12일. 2020년 2월 12일에 확인함.
62. ↑  “극장판 「명탐정 코난: 비색의 탄환」이 코로나 바이러스로 내년 4월에 1년 공개 연기 게스트 성우는 하마베 미나미”. 《스포츠 호치》 (호치 신문사). 2020년 6월 8일. 2020년 6월 8일에 확인함.
63. ↑  “앙상블 프리 EAST 제6회 연주회 : 이벤트 상세”. 코가네이 미야지 악기 홀. 2016년 8월 2일. 2018년 4월 16일에 원본 문서에서 보존된 문서. 2018년 4월 16일에 확인함.
64. ↑  “하마베 미나미 : 보캬부 라이더 “졸업” 발표 프로그램에서 보고 「매우 좋은 경험이 되었습니다」”. 《만탄웹》 (주식회사MANTAN). 2020년 3월 16일. 2020년 3월 17일에 확인함.
65. ↑  “플러스 4°C의 세계 온난화의 끝...우리의 미래”. 《NNN 다큐멘터리》. NTV. 2017년 11월 5일. 2018년 4월 5일에 확인함.
66. ↑  “온난화을 공감시킬 하마베 미나미의 이야기~NNN 다큐멘터리 '17 「플러스 4°C의 세계 온난화의 끝...우리의 미래」”. 《d메뉴 뉴스》 (NTT 도코모). 2018년 1월 29일. 2019년 12월 25일에 원본 문서에서 보존된 문서. 2018년 3월 15일에 확인함.
67. ↑  “【엔터 비타민♪】하마베 미나미 『보도 스테이션 』에『가나자와 마라톤』에 “여배우” 이외에도 활약”. 《Techinsight》. 주식회사 미디어 프로덕트 재팬. 2018년 5월 13일. 2018년 5월 13일에 확인함.
68. ↑  “하마베 미나미：「이야기의 나라」“해외 명작 시리즈” 출연「헨젤과 그레텔」을 일인극으로 표현”. 《만탄웹》 (주식회사MANTAN). 2020년 1월 30일. 2020년 1월 30일에 확인함.
69. ↑  “하마베 미나미 : 2021년의 시작에 「쿠슷과 사람 웃음있는 시간을」 첫 퍼스널리티의 ANN 오늘 방송”. 주식회사MANTAN. 2021년 1월 1일. 2021년 1월 2일에 확인함.
70. ↑  “쿠로누마 히데유키 - 파라다이스 【MUSIC VIDEO Short】”. 《YouTube》. 2013년 10월 30일. 2013년 11월 7일에 확인함.
71. ↑  “GLAY「하늘이 파란 하늘로 있기 위해서」MV를 공개, TERU는 학교OB 역에 출연”. 《음악 나탈리》. 주식회사 나타샤. 2016년 1월 20일. 2017년 11월 3일에 확인함.
72. ↑  “Aimer, 신곡 MV에 미키 타카히로 감독 + 여배우·하마베 미나미 「섬세하고 덧없는 표정을」”. 《BARKS》. 재팬 뮤직 네트워크 주식회사. 2017년 10월 10일. 2017년 10월 10일에 확인함.
73. ↑  “Aimer「I beg you」MV에 「꽃의 노래」의 미키 타카히로 × 하마베 미나미 태그 다시”. 《음악 나탈리》 (주식회사 나타샤). 2019년 1월 6일. 2019년 1월 6일에 확인함.
74. ↑  “Aimer 노래 「Fate / stay night」주제가 MV에서 미키 타카히로 × 하마베 미나미 태그”. 《음악 나탈리》 (주식회사 나타샤). 2020년 2월 1일. 2020년 2월 1일에 확인함.
75. ↑  “TWICE가 타케우치 료마, 하마베 미나미 등과 춤 「철벽선생」주제가 콜라보 MV”. 《음악 나탈리》. 주식회사 나타샤. 2018년 6월 27일. 2018년 6월 27일에 확인함.
76. ↑  “「사키 -Saki-」OP 곡 담당은 키요스미 고교 마작부! 하나베 미나미 아사카와 리나, 히로타 아이카가 노래”. 《영화 나탈리》. 주식회사 나타샤. 2016년 11월 11일. 2016년 11월 14일에 확인함.
77. ↑  “제2회 컨피던스 어워드 드라마상”. ORIGINAL CONFIDENCE. 2020년 2월 9일에 원본 문서에서 보존된 문서. 2018년 2월 7일에 확인함.
78. ↑  “하마베 & 키타무라 「키미스이」 W 주연으로 타케우치 료마 & 나카죠 아야미가 신인상!  「제41회 일본 아카데미상」”. 《시네마 카페》 (주식회사 이도). 2018년 1월 15일 난. 2018년 1월 15일에 확인함.
79. ↑  “속보 2017년도 일본 인터넷 영화 대상 일본 영화 뉴 페이스 브레이크상은 하마베 미나미 씨로 정해졌습니다”. 《일본 인터넷 영화 대상 블로그》. 일본 인터넷 영화 대상 조직위원회. 2018년 2월 5일. 2018년 2월 7일에 확인함.
80. ↑  “하마베 미나미, 베스트 스마일 오브 더 이어 수상에 기쁨”. 《SANSPO.COM》 (산케이 디지털). 2018년 11월 8일. 2018년 11월 8일에 확인함.
81. ↑  “요시오카 리호, 가슴 SEXY 블랙 드레스로 성인의 빛 「일본 보석 베스트 드레서상」 시상식 토키와 타카코·하마베 미나미 등 호화 집결”. 《모델프레스》 (인터넷 네이티브). 2019년 1월 24일. 2019년 1월 24일에 확인함.
82. ↑  “『엘란도르상』신인상에 이토 사이리, 카미시라이시 모네, 하마베 미나미, 모리 나나 등이”. 《ORICON NEWS》 (oricon ME). 2021년 2월 4일. 2021년 2월 4일에 확인함.